# Catedrala Sfântul Mina din Heraklion
Catedrala Sfântul Mina (în greacă Καθεδρικός Ναός Αγίου Μηνά, Aghios Minas) este o biserică ortodoxă din Heraklion, Grecia, care îndeplinește funcția de catedrală a Arhiepiscopiei Cretei. Patronul bisericii este Sfântul Mina, protectorul orașului Heraklion, sărbătorit la 11 noiembrie. Ea este una din cele mai încăpătoare catedrale din Grecia, având o capacitate de 8.000 de persoane.

## Istoric
În anul 1735 a fost construită în Heraklion o biserică mică dedicată Sf. Mina, care a îndeplinit funcția de catedrală a mitropoliților din Creta în timpul ocupației turcești. Ca urmare a faptului că biserica devenise neîncăpătoare, în imediata ei apropiere a fost construită în perioada 1862-1895 o nouă catedrală, după proiectul lui Atanasios Mussis. Construcția catedralei a început la 25 martie 1862, a fost întreruptă din cauza Revoltei Cretane din 1866-1869 și a fost reluată abia în 1883, la 14 ani după înfrângerea grecilor, fiind finalizată în cele din urmă în 1895. Catedrala a fost sfințită la 16 aprilie 1895 cu ocazia unei slujbe festive oficiate de mitropolitul Timotei al Cretei.
La 23 mai 1941, în timpul bombardamentului asupra orașului Heraklion, pe acoperișul bisericii a căzut o bombă, care însă nu a explodat și este acum expusă vederii publicului lângă zidul nordic.

## Arhitectură

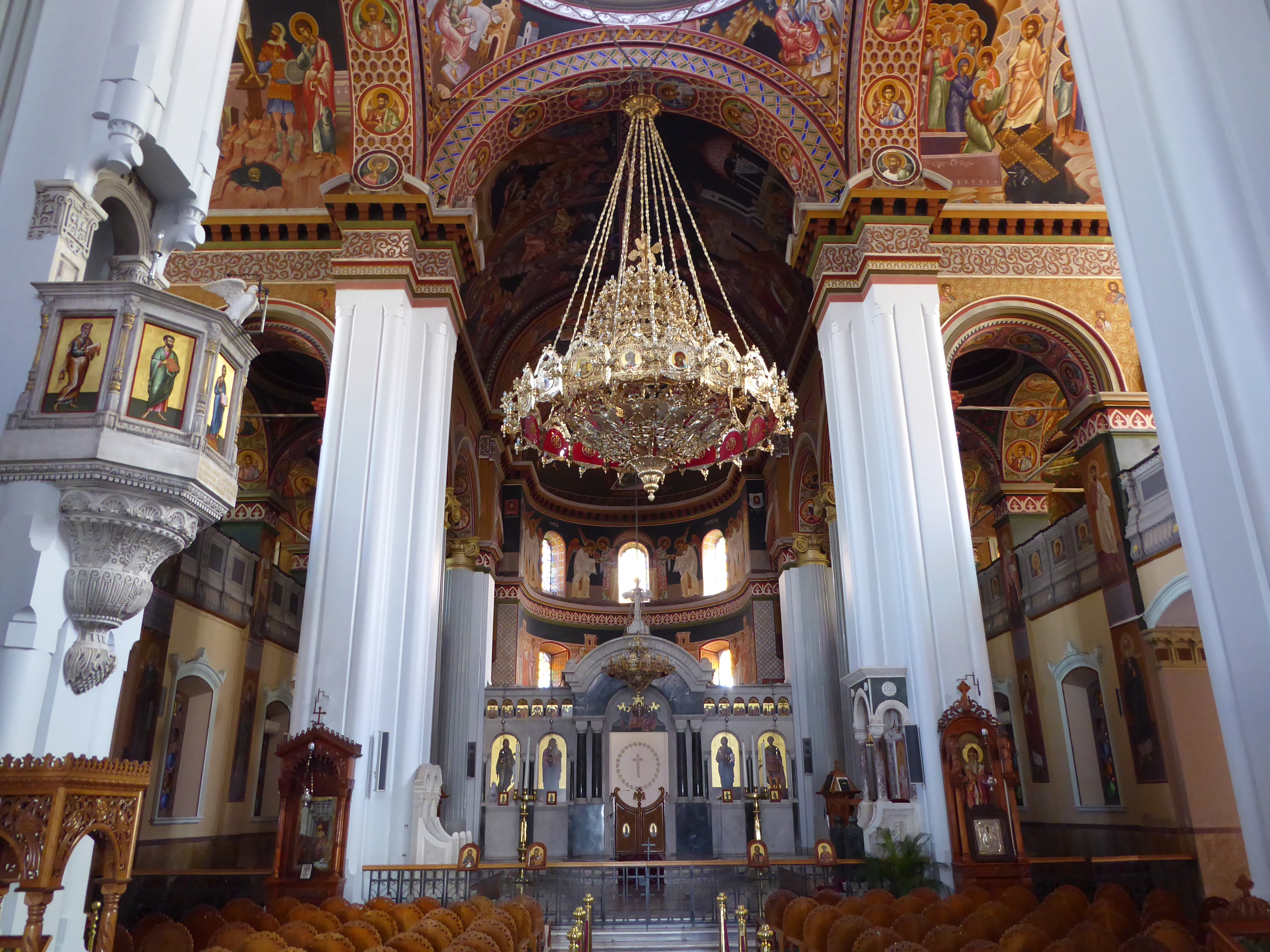
Interior

Biserica are o arhitectură cruciformă cu o cupolă centrală și două turnuri clopotniță înalte. Pereții și arcadele catedralei sunt construite în stil greco-bizantin, iar cupolele solide sunt pictate cu fresce bizantine tradiționale. Nava bisericii are 43,20 m lungime, 29,50 m lățime și o suprafață de 1.350 m2, dimensiuni care o fac să fie cea mai mare catedrală din Creta și una dintre cele mai mari din Grecia. 
O biserică mai mică și mai veche dedicată Sf. Mina este situată în imediata apropiere a catedralei.

## Fapte interesante
În ciuda faptului că Sfântul Mina este sfântul patron al orașului, nu există practic oameni care să poarte acest nume în Heraklion. Acest fapt se explică prin faptul că în secolul al XIX-lea părinții obișnuiau să-și abandoneze copiii pe treptele bisericii, iar băieții care ajungeau la orfelinatul bisericii erau numiți Minami, nume pe care locuitorii orașului Heraklion l-au asociat cu sărăcia și cu lipsa de adăpost. Din acest motiv, familiile grecești evită să-și boteze băieții cu numele de Mina.

## Galerie

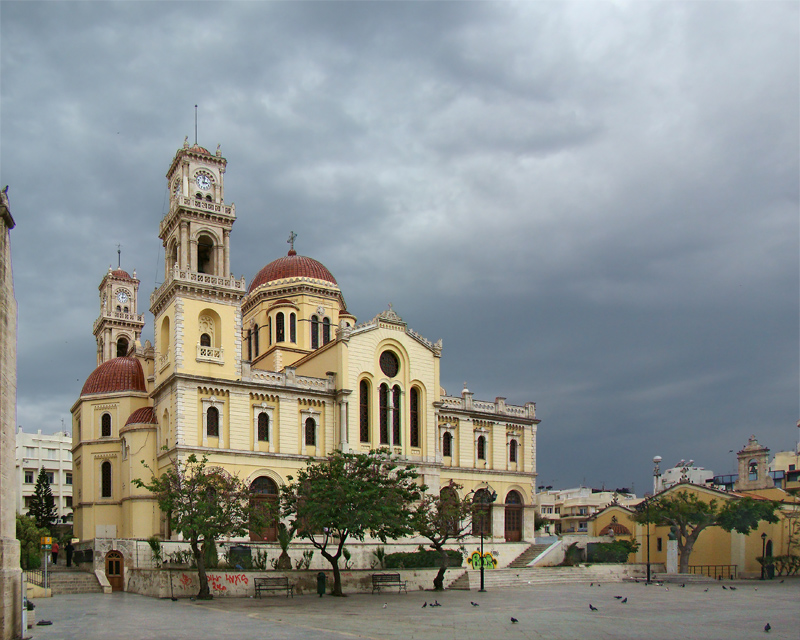
Catedrala Sf. Mina din Heraklion
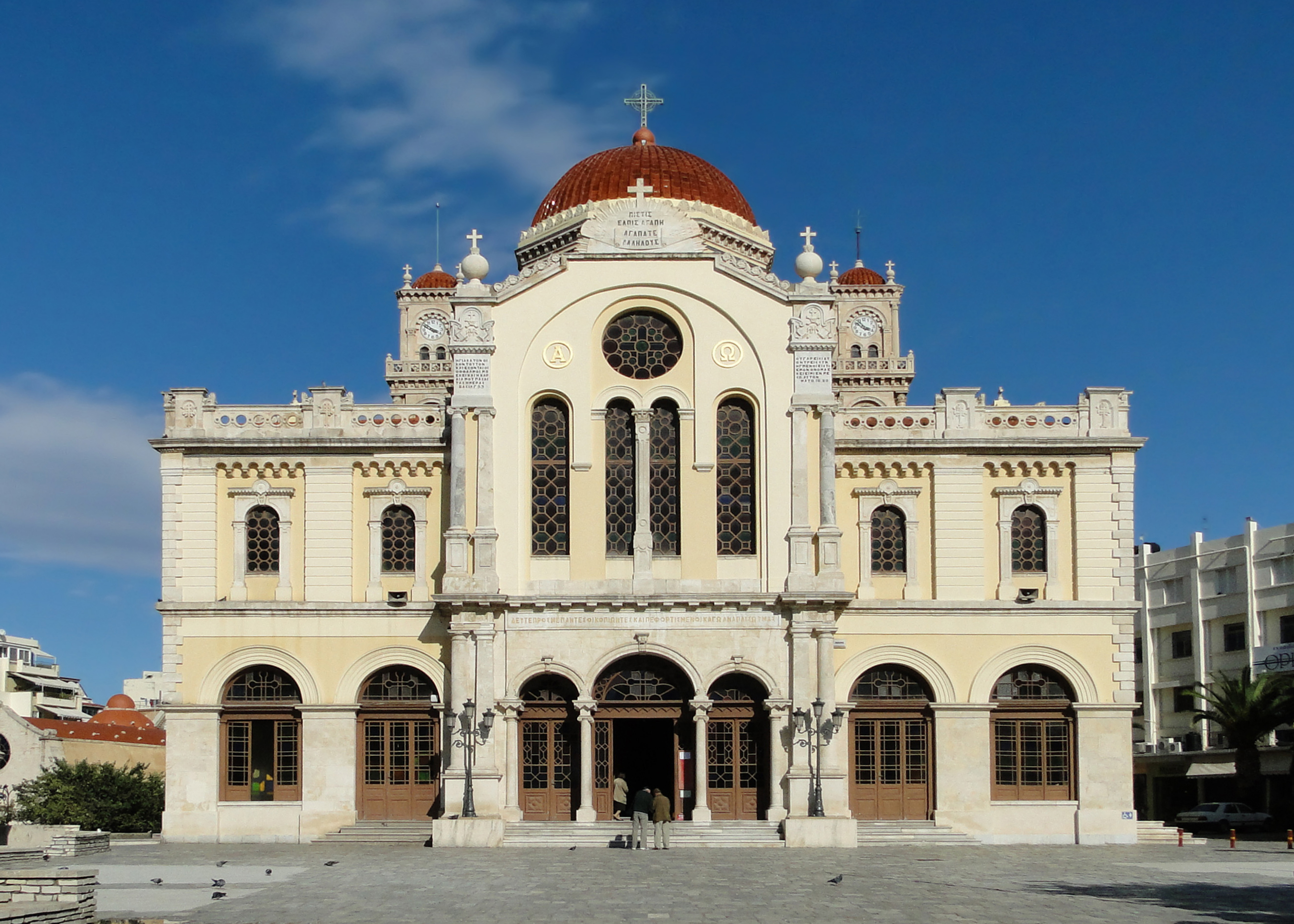
Vedere frontală a Catedralei Sf. Mina din Heraklion
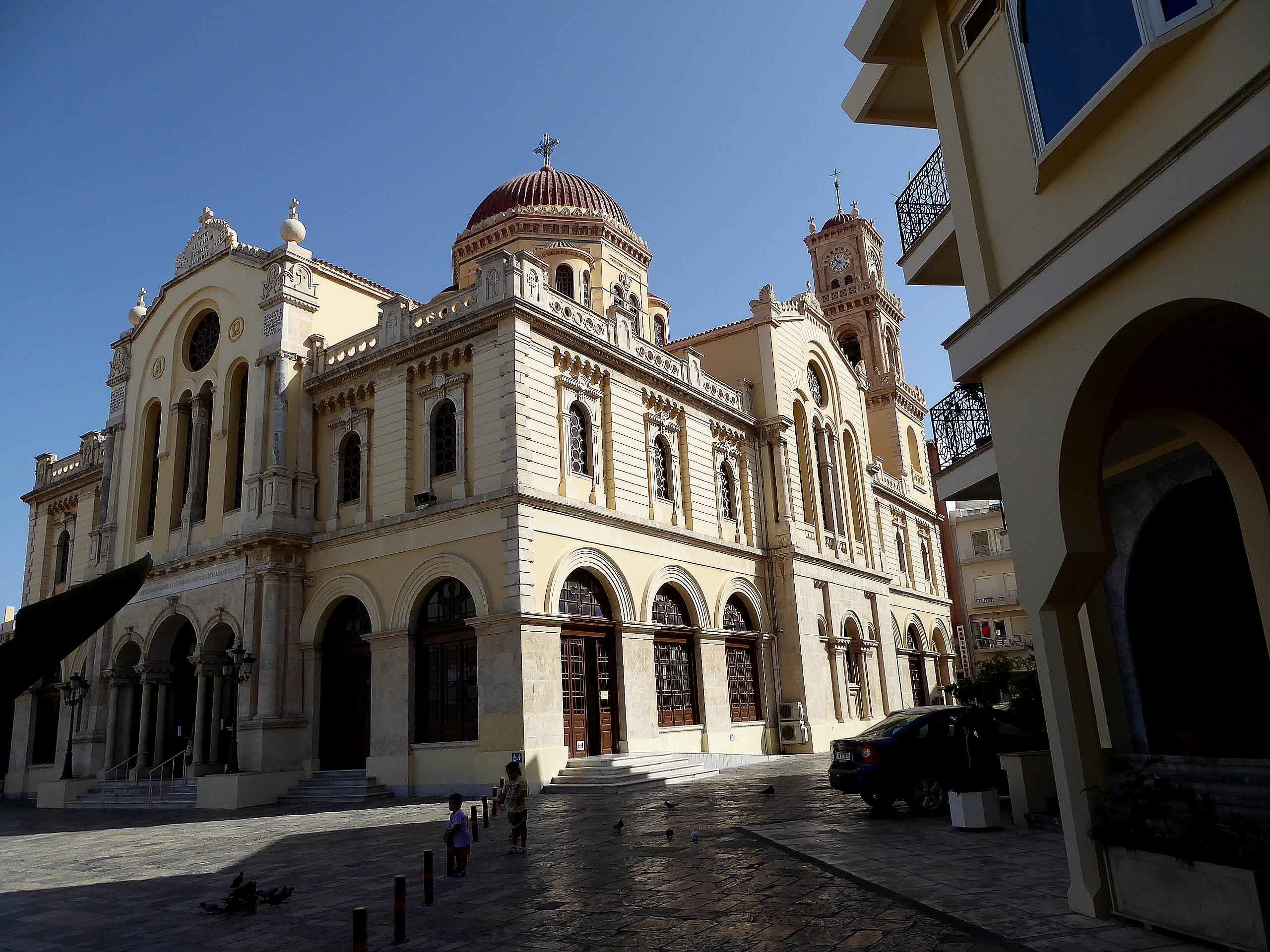
Fațada de sud-vest a catedralei, cu un turn și o cupolă
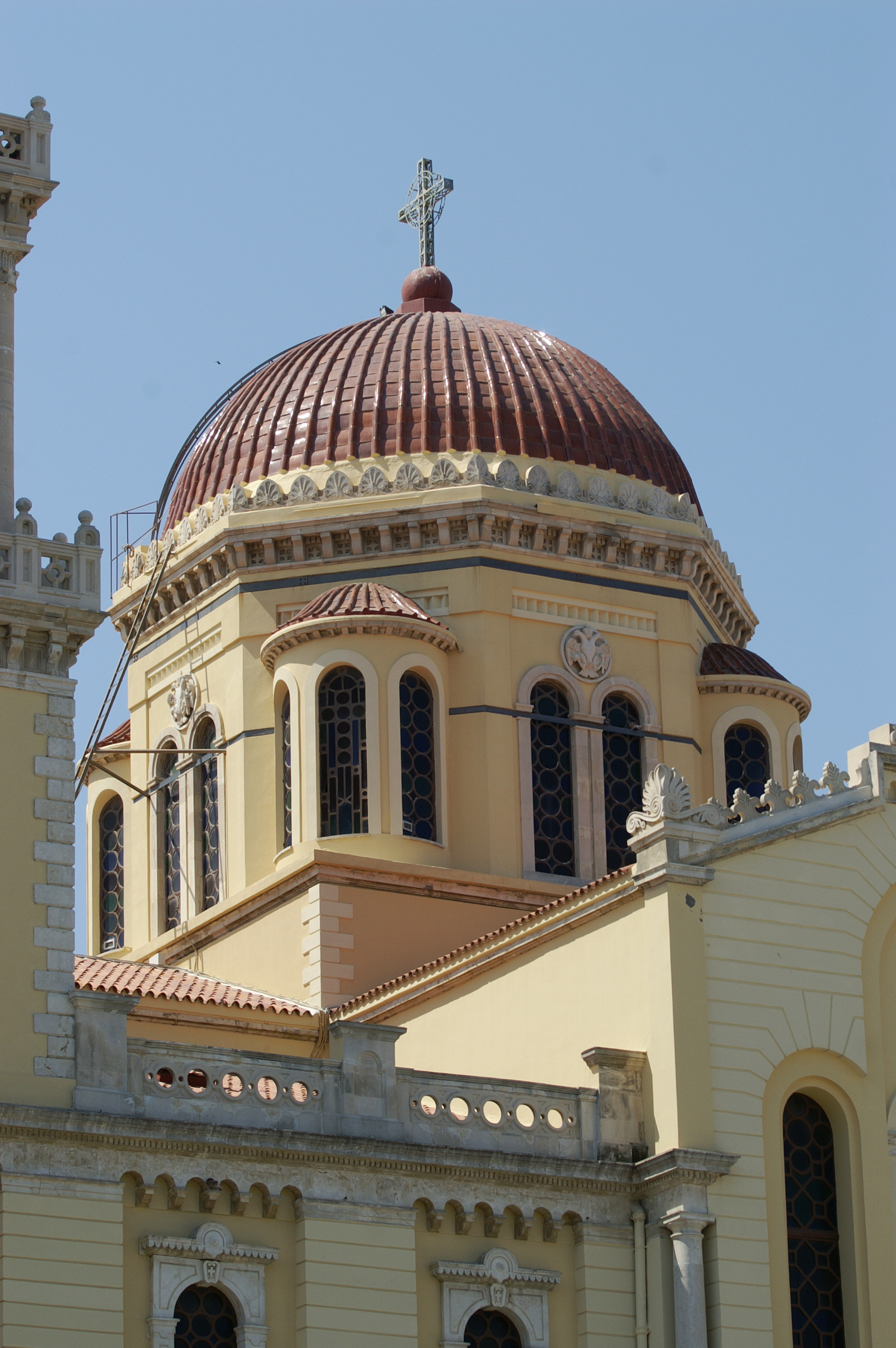
Cupola catedralei
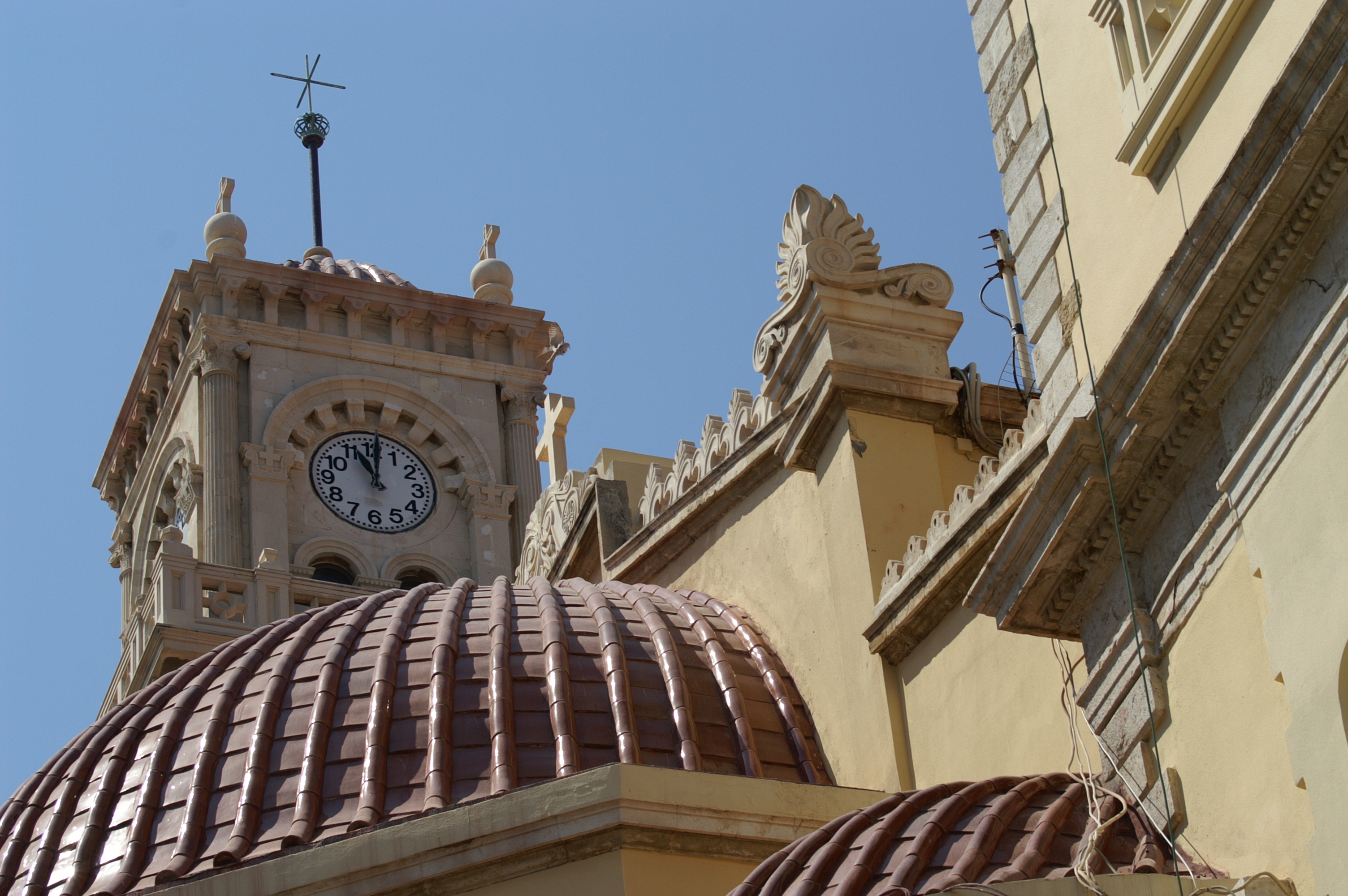
Turn clopotniță
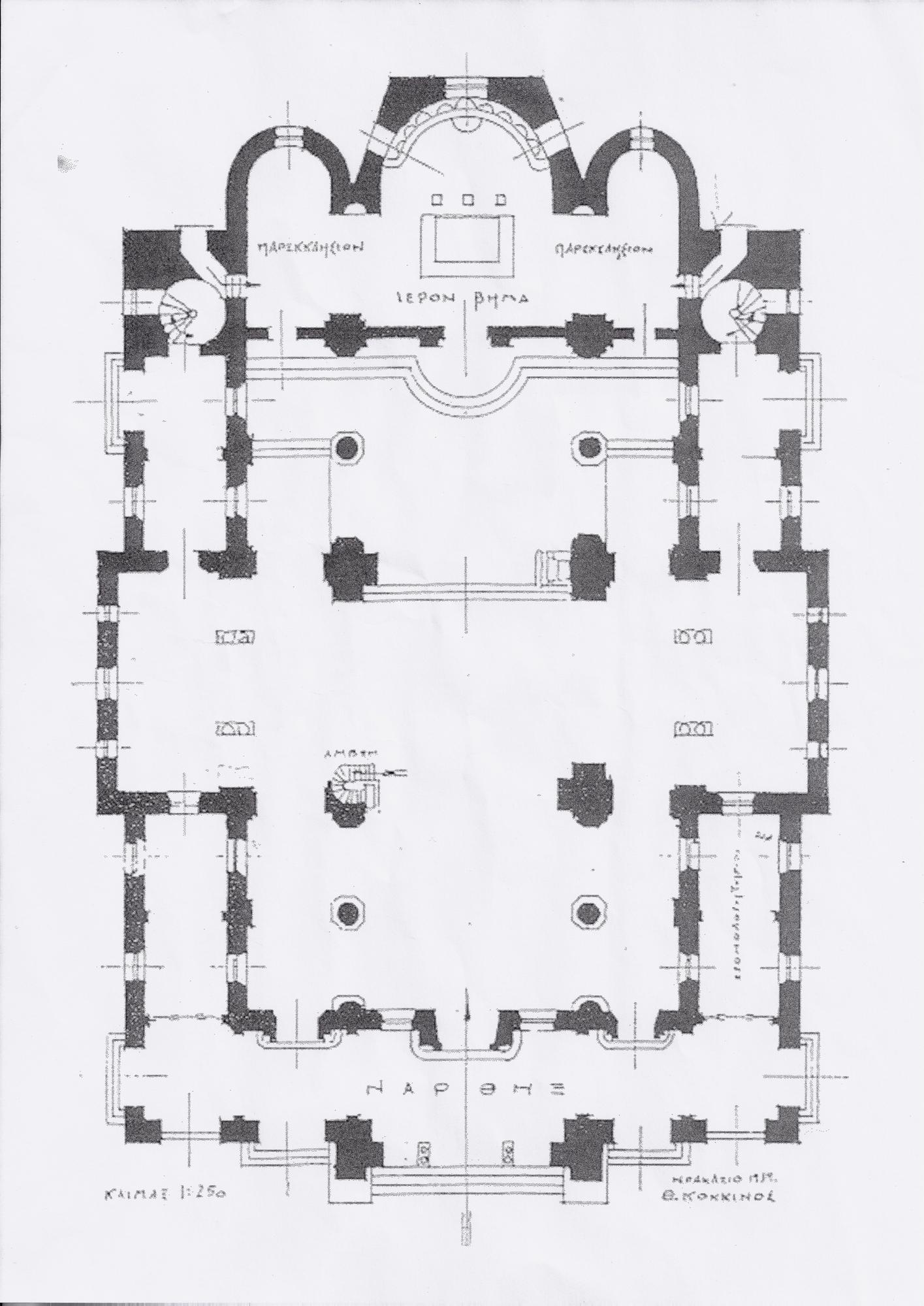
Planul navei
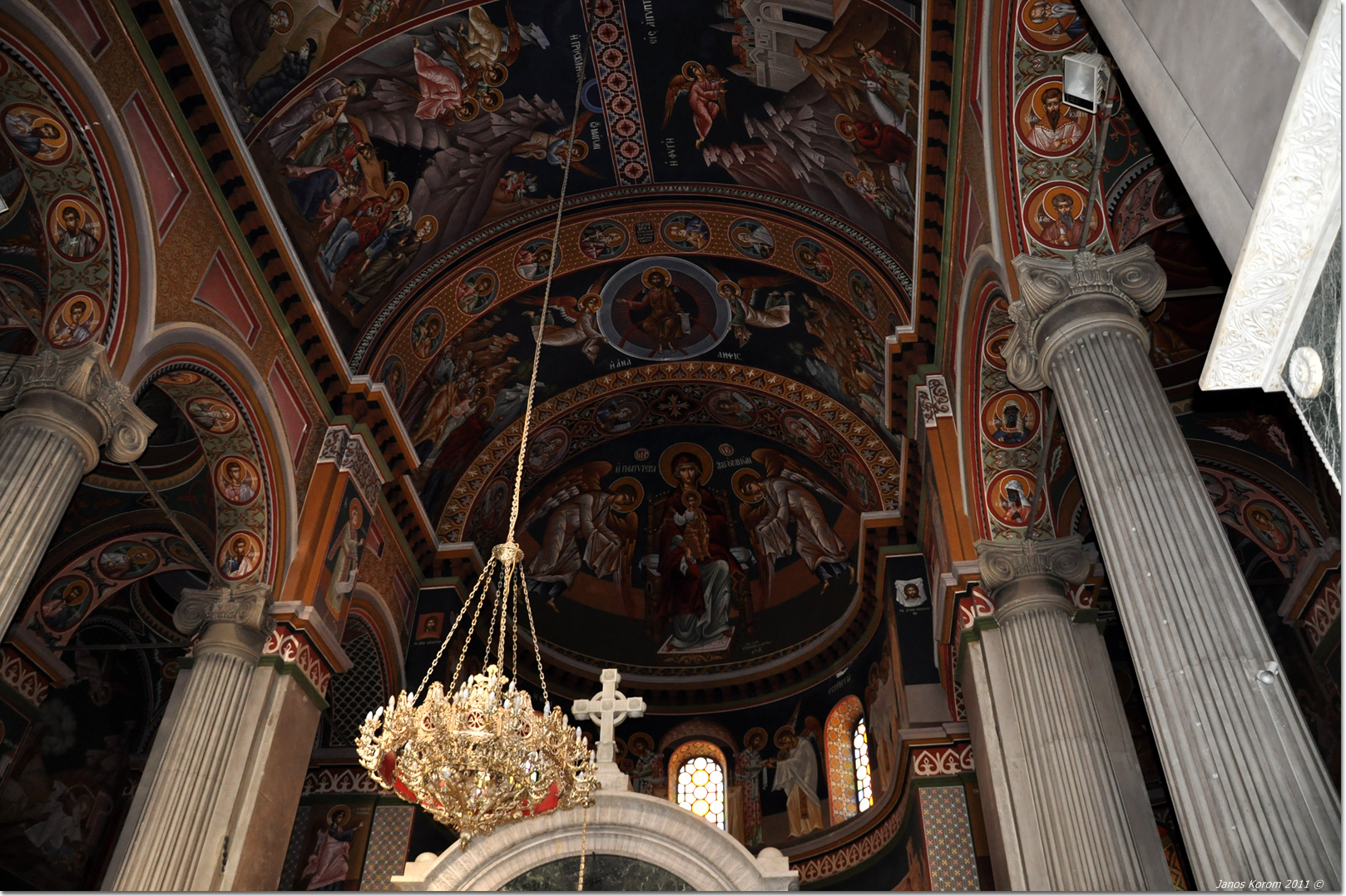
Imagine din interiorul bisericii
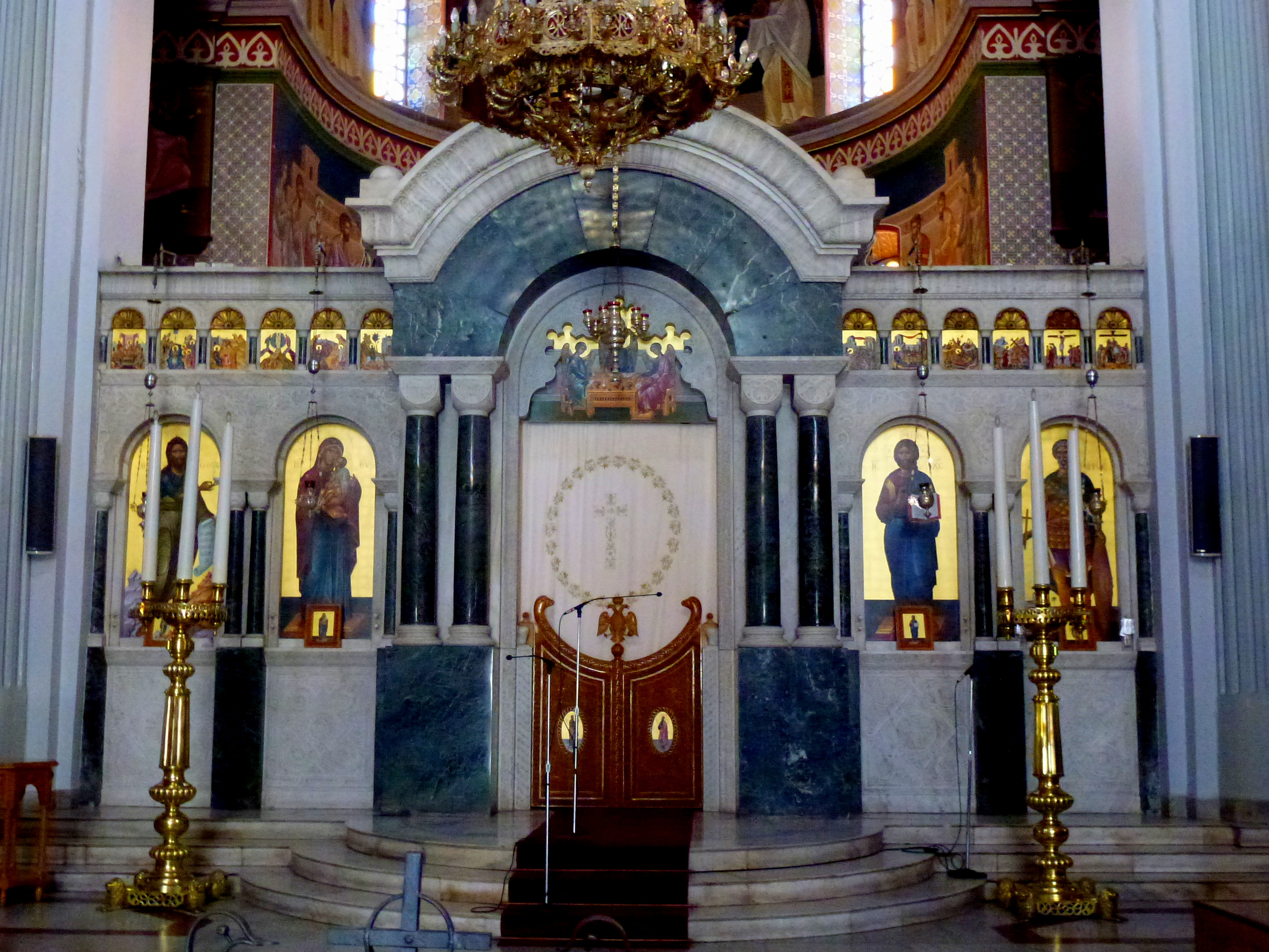
Iconostasul bisericii
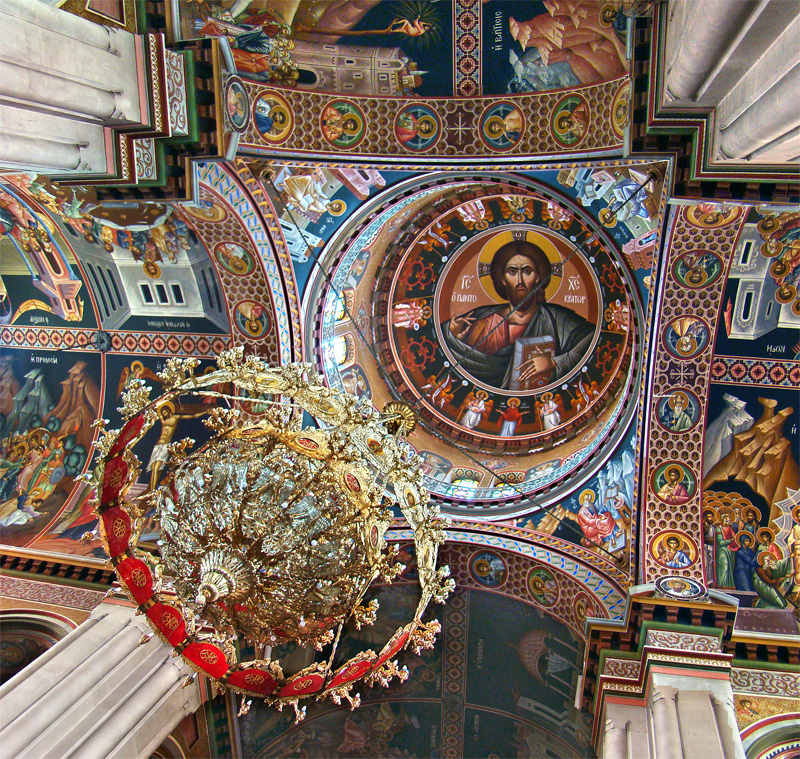
Icoana Iisus Pantocrator de pe tavan
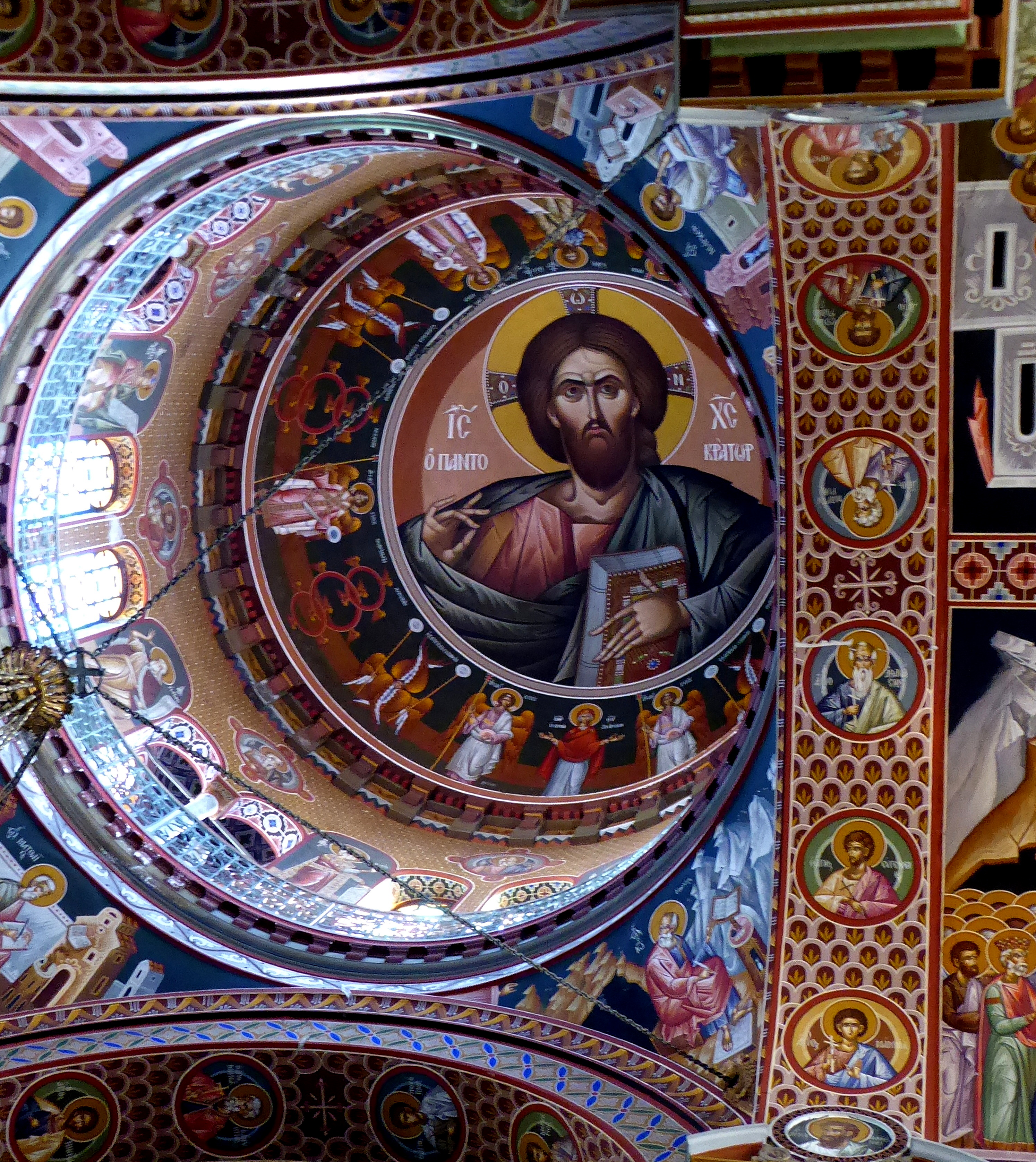
Interiorul cupolei cu fresca Iisus Pantocrator
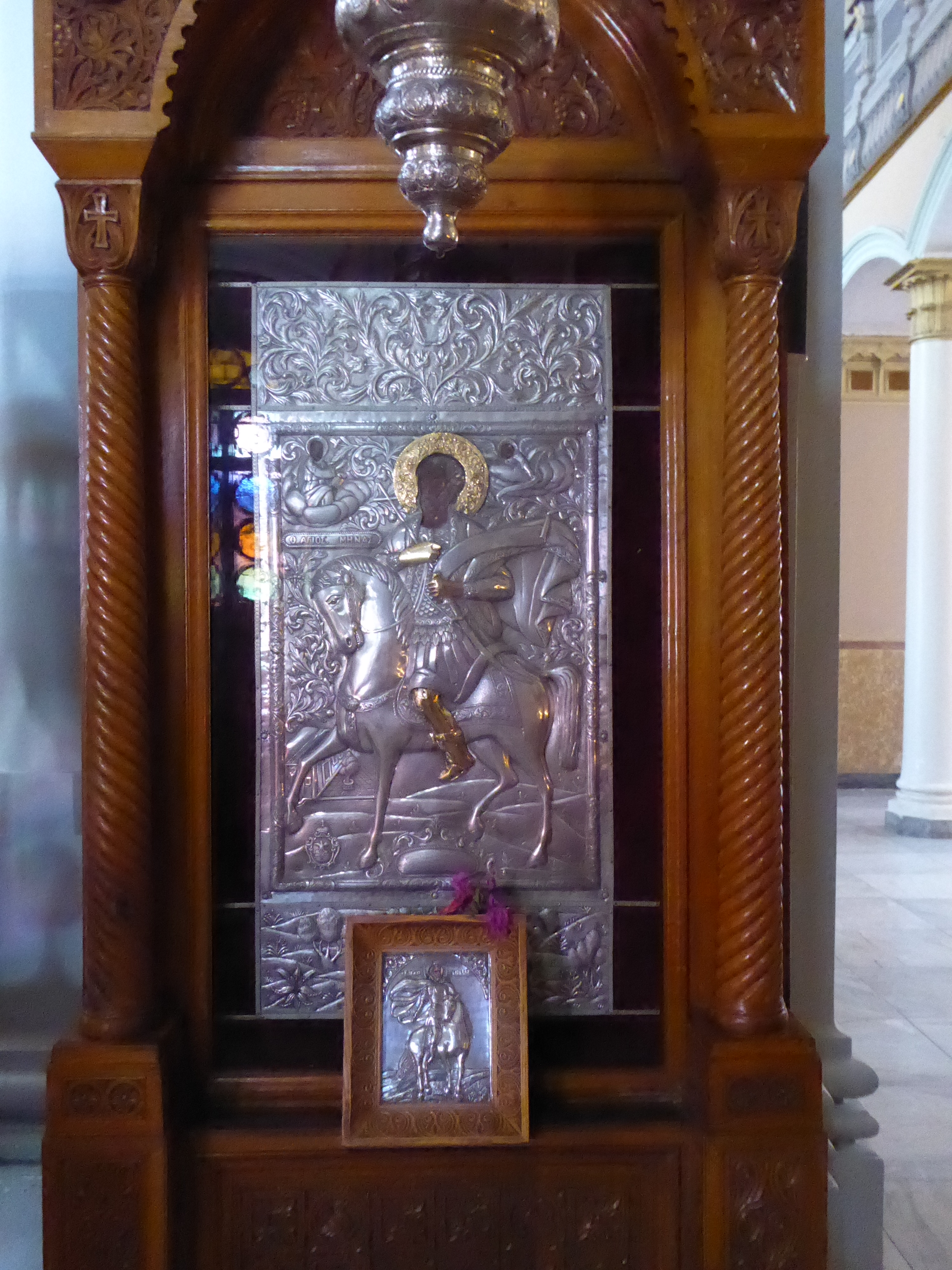
Icoana Sf. Mina

## Vezi și
- Biserica Cretei